# MW-08

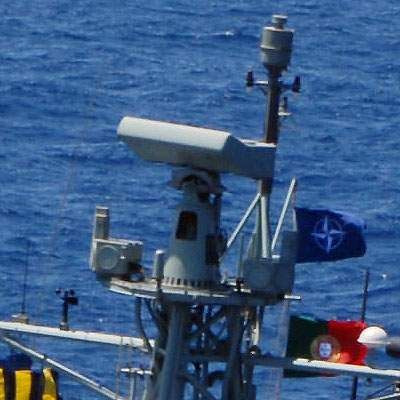
MW-08 레이다는 3차원 대공 레이다인 레이다다.

MW-08는 네덜란드가 개발한 3차원 대공 탐색 레이다이다. 대한민국 해군의 충무공이순신급 구축함과, 광개토대왕급 구축함에 탑재되어 있는 3차원 대공 레이다다. 탐지거리가 극히 짧은 저성능 레이다다.

## 스펙
- 제조국가 :  네덜란드
- 종류: 3차원 대공 레이다
- 최대 공중표적 탐지거리: 80km[1]
- 최대 지상표적 탐지거리: 40km[1]
- 미사일 탐지 : 20km
- 밴드 종류: G 밴드
- 중량 : 상부 520kg, 하부 1600kg.
- 탑재함정 : 충무공이순신급 구축함, 광개토대왕급 구축함

### 레이다 탐지거리(RCS)
- RCS 0.1m2 표적 : 17km
- RCS 1m2 표적 : 30km
- RCS 2m2 표적 : 40km

## 같이 보기
- 레이다 목록
- 충무공이순신급 구축함
- SMART-L